# Heinz Brandt
Heinz Arthur Brandt (ur. 11 marca 1907 w Charlottenburgu, zm. 22 lipca 1944 w Karolewie) – niemiecki oficer w randze pułkownika, zastępca generała Heusingera.

## Życiorys
W 1925 roku został żołnierzem Reichswehry. W 1928 wstąpił do kawalerii i został promowany do stopnia podporucznika. W 1936 roku na letnich igrzyskach olimpijskich w Berlinie zdobył złoty medal drużynowo w jeździectwie na koniu Alchemia. Indywidualnie zajął 16. miejsce. Po wybuchu II wojny światowej był kapitanem w Sztabie Generalnym Oberkommando der Wehrmacht (OKW). Po służbie w dywizji piechoty w styczniu 1941 awansował na majora, a w kwietniu 1942 na podpułkownika.
13 marca 1943 generał brygady Henning von Tresckow poprosił Brandta o dostarczenie Condorem, samolotem Hitlera, paczki z butelkami, które według Tresckowa zawierały koniak. Miała to być zapłata dla pułkownika Hellmutha Stieffa. Paczka w rzeczywistości zawierała materiał wybuchowy. W maju 1943 Brandt awansował do stopnia pułkownika. 20 lipca 1944 w Wilczym Szańcu został ciężko ranny w zamachu na Adolfa Hitlera. Zmarł w Karolewie 22 lipca wskutek odniesionych ran. Pośmiertnie awansowany 22 lipca 1944 do stopnia generała majora.